# Mennonitisches Hilfswerk
Das Mennonitische Hilfswerk e.V. arbeitet im Rahmen der „Arbeitsgemeinschaft Mennonitischer Gemeinden in Deutschland“ (AMG). Es ist 2000 als gemeinsames Hilfswerk der deutschen Mennoniten durch den Zusammenschluss von drei regionalen Hilfswerken entstanden: dem nach dem Ersten Weltkrieg von den süddeutschen Mennoniten gegründeten „Mennonitischen Hilfswerk Christenpflicht“, dem „Hilfswerk der Vereinigung der Deutschen Mennonitengemeinden“ in Norddeutschland und dem „Hilfswerk der Arbeitsgemeinschaft Südwestdeutscher Mennonitengemeinden“ aus dem Pfälzer Raum.
Der Verein mit Sitz in Ludwigshafen am Rhein leistet Entwicklungs- und soziale Hilfe insbesondere als Antwort auf Krieg, Vertreibung, Umsiedlung und Naturkatastrophen sowie zur Förderung der Aus- und Weiterbildung in Entwicklungsgebieten. Schwerpunktländer für die Hilfe des MH sind Äthiopien, Ghana, Tansania, Bosnien, Deutschland sowie über Partner in Paraguay, Afghanistan, Russland, Kirgisien und weitere Katastrophengebiete.
Mitglieder sind 54 Mennonitengemeinden aus Deutschland. Die Geschäftsstelle in Manching ist mit einer bezahlten 50-Prozent-Stelle besetzt. In der Flüchtlingsberatung in Karlsruhe ist eine Teilzeitkraft und ein Freiwilliger eingesetzt. Im Ausland werden acht Projekte direkt verantwortlich unterstützt und weitere über Partnerorganisationen.
Das Hilfswerk ist eine der Trägerorganisationen von Christliche Dienste.
Zusammen mit der Seenotrettungsorganisation Sea-Eye ermöglichte das Mennonitische Hilfswerk die Produktion des Dokumentarfilms Route 4.